# Джим Гокінс
Джеймс (Джим) Гокінс (англ. Jim Hawkins) — головний позитивний герой роману Роберта Луїса Стівенсона «Острів скарбів». Від його імені ведеться розповідь. І саме вчинки головного героя рухають сюжет роману.

## Опис
Джим — підліток. Активно бере участь у всіх подіях: це він потоваришував з піратом Біллі Бонсом, знайшов та забрав карту Острова Скарбів з його скрині, а потім передав її доктору Лівсі та сквайру Трелоні, він виявив на кораблі змову, знайшов Бена Ганна на Острові скарбів, застрелив пірата Ізраеля Гендса, який на нього напав, повів корабель піратів на Північну стоянку та став яблуком розбрату у протистоянні між Джоном Сільвером й залишками його ватаги. Джим Гокінс допитливий, сміливий хлопець. Йому доводиться дивитися в очі смерті, вдаватися до рішучих і крайніх заходів. Навіть перед лицем смертельної небезпеки Джим залишався відданим своїм товаришам, чесною і сміливою людиною, людиною слова. Джим проявив себе як благородна і добра людина — він був готовий допомогти навіть своєму, вже переможеному, ворогові. Гокінс дуже енергійний і мрійливий хлопець, але автор показує, що Джим Гокінс — звичайний хлопчисько, який марив про пригоди і отримав їх сповна.

## Образ у кіно
У відомих екранізаціях Джима Гокінса грали:
- «Острів скарбів» (1934) — Джекі Купер
- «Острів скарбів» (1950) — Боббі Дрісколл
- «Острів скарбів» (1971) — Ааре Лаанементс
- «Острів скарбів» (1982) — Федір Стуков
- «Острів скарбів» (1988) — Валерій Бессараб(озвучка)
- «Острів скарбів» (1990) — Крістіан Бейл

В анімаційному фільмі «Планета скарбів» (2002) є персонаж — Джеймс Плеядус Гокінс.